# 第一次満蒙独立運動
第一次満蒙独立運動（だいいちじ まんもうどくりつうんどう）は、清最末期に計画された、清帝室の末裔を首班とした満洲・蒙古地域の亡命政権構想。
1912年、辛亥革命により、袁世凱が中華民国大総統として国政を掌握する中、日本の大陸浪人の一部が清の皇族を擁して満洲へ脱出、満洲一帯の独立国家の樹立を企図する。
最終的に、日本政府の制止によって計画は中途で中止された。

## 経緯

### 前史
大清帝国の支配者である愛新覚羅氏は元来、満洲をその本拠地としていたが、19世紀以降は西洋列強の侵入によって国力を減退し、中原の漢民族の独立闘争を抑えるのが手いっぱいであった。満洲地方は、大日本帝国とロシア帝国の権益がぶつかる要衝となっており、日本の安全保障を図る上でも、清の動向は注視する必要があった。
1911年10月、辛亥革命が発生し、中原南部の14州が清国の主権から独立する。清国は、閑居をおくっていた功臣の袁世凱を復帰させ、11月17日に首相に任命、独立運動の鎮圧を命じた。
革命当初の日本の対応としては、伊集院彦吉駐清公使は、袁首相であればこれを鎮圧して、以降の国政運営も滞りなく回るであろうと判断、対清政策も問題なしと考えていた。

### 独立運動の計画
この伊集院公使の対袁協調策に反旗を翻したのが、在北京の大陸浪人の首魁であった川島浪速である。
川島が革命勃発当初構想していたのは南北両分離策であった。すなわち、南部の動乱地域についてはしばらく放置し、清政府からの要請を受けて日本も共同出兵してこれを打破すべし、という策であった。しかし、上述のように袁首相が出兵することにより、清単独での事態収束を見守る方針に公使館が転換し、川島の目論見は崩れる。川島は、袁の暗殺や宣統帝の拉致を計画するが、いずれも失敗に終わる。
その後、出征した袁首相は、革命勢力（中国国民党）との妥協を図る。内乱に突入すれば中国一帯の独立自体が危うくなることを危惧し、平和裏による事態収拾を図ったのである。1912年1月、国民党の首班に担がれていた孫文と交渉が行われた結果、臨時大総統の座を孫から袁に譲り、袁が新たに国政を掌ることで合意をとった。袁首相は北京に戻り、帝室（隆裕皇太后）への説得にかかった。
清朝廷が袁首相の提案に揺れる中、川島は、このままことが袁首相の思惑通りに運ぶと、袁首相の独裁体制が確立して、満洲の独立が危うくなることを危惧、旧知の皇族を担いで満洲に逃れさせ、これを旗印に現地の軍閥と連携、蒙古地域と合わせて親日勢力の独立を保たせることを企図する。そしてゆくゆくは、中華民国の混乱した隙を突いて南下し、清朝を復興する、というものであった。1月29日以降、川島は帝国陸軍の参謀本部や関東都督府に電報を打ち、現地の軍閥の放棄と呼応した武具、武力の提供を要請している。
軍上層部の反応ははかばかしくなかった模様であるが、川島の挙兵計画は進み、2月2日、川島と親交があった清皇族の愛新覚羅善耆（粛親王）が北京を脱出、6日には旅順へ到着し、都督府が提供した民政長官宿舎を宿泊所とした。

### 計画中止
2月11日、清帝室は、一部の権益の保証（清室優待条件）と引き換えに、統治権の放棄を受け入れ、3月10日には袁が正式に中華民国大総統に就任、平和裏に権力移行が達成される。日本はじめ列強もこの動きを見て、新生中国の治世への関与を進めてゆく方針をとる。そのため、日本の政府首脳は、それまで放任していた川島の独立運動の牽制にかかる。
川島は東京に呼び出され、福島安正参謀次長、ついで内田康哉外相から、運動中止の命令を受ける。閣議で既に方針が決められたため、川島も抗しがたく、旅順の粛親王の生活を保障すること、満蒙に川島配下の者を配置することには干渉しないことを条件に、計画中止を受け入れた。